# Cäcilienode
Eine Cäcilienode ist ein Chorwerk zu Ehren der heiligen Cäcilia von Rom, der Schutzpatronin der Musik und der Musiker.
Seit 1683 hatte es sich in England eingebürgert, dass die Londoner Society of Music den Festtag der hl. Cäcilia, den 22. November, alljährlich in besonderer Weise feierte: mit einem Festgottesdienst, der anschließenden Aufführung einer Komposition zu Ehren Cäcilias in der Stationers’ Hall, und schließlich einem Festmahl. Mit der Komposition des Chorwerks wurde jedes Jahr einer der führenden Komponisten der Society beauftragt. Diese Tradition wurde rund 30 Jahre lang mit nur wenigen Unterbrechungen durchgehalten. Ab dem 18. Jahrhundert nahm die Regelmäßigkeit der Neukompositionen ab, doch wurden noch bis Mitte des 18. Jahrhunderts immer wieder neue Cäcilienoden komponiert. Insbesondere in den Jahren 1729–1739 entstanden noch einmal sieben Werke, darunter die beiden Beiträge Georg Friedrich Händels zu der Gattung.
Auch die Texte der Oden wurden in den ersten Jahren jährlich neu verfasst, in späteren Jahren wurden einige, offenbar besonders beliebte Texte z. B. von John Dryden und Alexander Pope, mehrfach neu vertont. Die Texte enthalten oft charakteristischerweise Abschnitte, in denen von bestimmten Instrumenten und Musikarten sowie von den davon erregten Emotionen die Rede ist. Diese regten die Komponisten oft zu lebhaften imitatorischen musikalischen Effekten an.

## Die Komponisten und ihre Werke

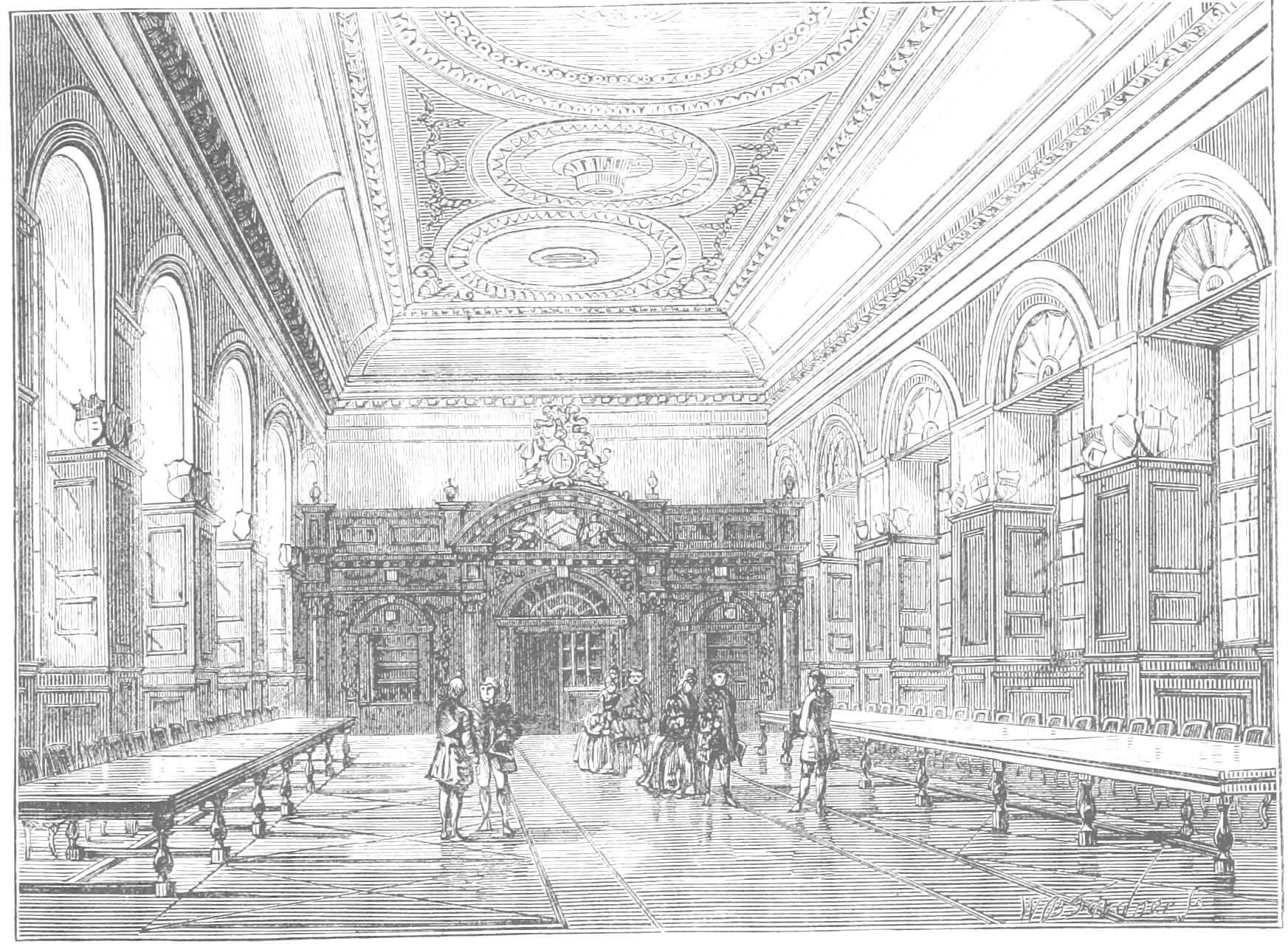
Stationers’ Hall, Ort der Uraufführung der Londoner Cäcilienoden

- 1683: Henry Purcell: Welcome to all the Pleasures
- 1684: John Blow: Ode for an anniversary of musick kept upon St. Cecilia’s Day, Text von John Oldham
- 1685: William Turner: Ode for St. Cecilia’s Day, Text von Nahum Tate
- 1686: Thomas Fletcher: On the Feast of Caecilia. An Ode
- 1687: Giovanni Battista Draghi: A Song for St. Cecilia’s Day, Text von John Dryden
- 1690: Robert King: A Song for St. Cecilia’s Day, Text von Thomas Shadwell
- 1691: John Blow: An Ode for the Anniversary Feast of St. Cecilia, Text von Thomas d’Urfey
- 1692: Henry Purcell: Hail! Bright Cecilia, Text von Nicholas Brady
- 1693: Daniel Purcell: An Ode on St. Cecilia’s Day, Text von Thomas Yalden
- 1695: John Blow
- 1697: Jeremiah Clarke: Alexander’s Feast, or The Power of Music
- 1698: Daniel Purcell: Ode for St. Cecilia’s Day: Begin the noble song, Text von Samuel Wesley
- 1699: Gottfried Finger, Text von Theophilus Parsons
- 1700: John Blow
- 1701: John Eccles
- 1703: Philip Hart
- 1711: Thomas Clayton
- 1729: John Stanley: The Power of Music
- 1730: Maurice Greene: Ode on St. Cecilia’s Day, Text von Alexander Pope
- 1736: Georg Friedrich Händel: Alexander’s Feast
- ca. 1737/38: Michael Christian Festing: A Song for St. Cecilia’s Day, Text von Joseph Addison
- ca. 1737/38: William Boyce: An Ode for St. Cecilia’s Day, Text von Peter Vidal
- 1739: William Boyce: An Ode for St. Cecilia’s Day, Text von John Lockman
- 1739: Georg Friedrich Händel: Ode for St. Cecilia’s Day
- 1759: Charles Burney: A Burlesque Ode on St. Cecilia’s Day
- 1794: Samuel Wesley: An Ode on St. Cecilia’s Day, Text von Samuel Wesley (senior)
- 1800: William Russell, Text von Christopher Smart

Weitere Werke ohne Bezug zur Londoner Society of Music
- Marc-Antoine Charpentier: In honorem Caeciliae, Valeriani et Tiburtij canticum H 394 (1676)
- Marc-Antoine Charpentier: Caecilia virgo et martyr H 397 (1677/78), H 413 (1684), H 415 (1685), Text jeweils von Philippe Goibaut
- William Walond (1757)
- Georg Valentin Röder: Cäcilia oder Die Feier der Tonkunst (1822)
- Fanny Hensel: Zum Fest der Heiligen Cäcilia (1833)
- Benjamin Britten: Hymn to St. Cecilia (1942), Text von W. H. Auden
- Gerald Finzi: For Saint Cecilia Op. 30 (1946/47), Text von Edmund Blunden
- Herbert Howells: A Hymn to Saint Cecilia (1960), Text von Ursula Vaughan Williams
- Michael Hurd: A Hymn to Saint Cecilia (1966), Text von John Dryden
- Frederik Magle: Cæciliemusik (Cantata to Saint Cecilia) (1998), Text von Iben Krogsdal